# Lolo Ferrari
 (octobre 2024).
Si vous disposez d'ouvrages ou d'articles de référence ou si vous connaissez des sites web de qualité traitant du thème abordé ici, merci de compléter l'article en donnant les références utiles à sa vérifiabilité et en les liant à la section « Notes et références ».
Pour les articles homonymes, voir Lolo, Ferrari et Vallois.
Ève Vallois, dite Lolo Ferrari, née le 9 février 1963 à Clermont-Ferrand et morte le 5 mars 2000 à Grasse, est une chanteuse, actrice et actrice de films pornographiques française.

## Biographie

### Origine du pseudonyme
L'origine de son pseudonyme, Lolo Ferrari, se décompose ainsi :
- le prénom « Lolo » vient du mot d'argot désignant un sein, mais il fait aussi référence à Lola Lola, personnage incarné par Marlène Dietrich dans L'Ange bleu[réf. nécessaire].
- le nom « Ferrari » provient du patronyme de son grand-père maternel. Elle dut se battre devant la justice pour garder ce nom, la marque automobile italienne Ferrari estimant qu'il s'agissait d'une atteinte à son image. Toutefois, en 1996, la firme italienne obtient l'interdiction de la marque déposée « Lolo Ferrari »[4].

### Enfance et famille
Lolo Ferrari grandit dans la région de La Baule-Escoublac (Loire-Atlantique), dans une famille de quatre enfants, d'un père ingénieur et d'une mère professeure de sport. Pendant son adolescence, elle effectue quelques petits boulots, notamment dans le mannequinat et, plus tard, dans le cinéma. En 1988, à 25 ans, elle épouse Éric Vigne, âgé de 41 ans. Ève a toujours eu une grande admiration pour Amanda Lear, Brigitte Bardot et Marilyn Monroe, auxquelles elle veut ressembler, aussi bien sur le plan physique que sur la façon de mener leurs carrières de chanteuses et d'actrices.[réf. nécessaire]

### Physique hors normes
Ève Vallois, encouragée par son mari — qui devint bientôt son manager — ne subit pas moins de 25 opérations de chirurgie esthétique pour devenir « Lolo Ferrari ». Elle expliqua la raison derrière ces chirurgies par un mal-être due à sa relation avec sa mère.
Elle subit un lifting du visage ; ses yeux furent redessinés par trois fois ; ses lèvres furent gonflées, son nez retouché, mais elle tint surtout à augmenter la taille de son tour de poitrine. Après de nombreuses opérations, celui-ci fut porté à 180 cm, entraînant visiblement une importante tension du tissu mammaire épidermique. Selon le Livre Guinness des records (éd. 2003), chacun de ses seins pesait 2,8 kg et contenait 3 litres de sérum. Elle fut élue « femme à la plus grosse poitrine du monde ». Le moule de la prothèse des seins de Lolo Ferrari a été réalisé par un spécialiste, avec le métal utilisé pour les tableaux de bord des avions.
Une brassière fut conçue pour soutenir sa poitrine, car les multiples opérations qu'elle avait subies entraînaient chez elle de nombreuses souffrances physiques — ses seins l'empêchaient de dormir sur le ventre ou sur le côté — et psychologiques — elle ne parvenait plus à prendre l'avion, de peur que sa poitrine n'éclate en plein vol. Lolo Ferrari dut suivre un traitement médicamenteux très lourd pour l'aider à retrouver le sommeil. Son état mental déclina, la plongeant dans ce que son entourage considérait comme une continuelle dépression[réf. nécessaire].

### Carrière artistique

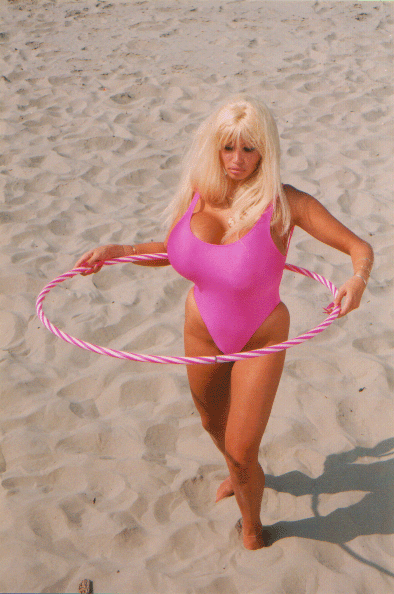
Lolo Ferrari dans le film Camping Cosmos.

Lolo Ferrari fit sensation au festival de Cannes en 1996 avec le film Camping Cosmos de Jan Bucquoy, lancé par le producteur belge Francis De Smet. Elle utilisa alors la formidable publicité que lui procurait sa poitrine pour obtenir un rôle régulier dans le programme Eurotrash, diffusé sur Channel 4. Le battage médiatique mené autour de sa personne la mena ensuite vers d'autres programmes.
Elle commence ainsi à se produire dans des cabarets de striptease, pour y chanter et s'y déshabiller. Elle s'essaie ensuite aux films érotiques, puis se tourne brièvement vers la pornographie. Elle pose pour le magazine Color Climax, très réputé dans le milieu de la pornographie.
À la suite de sa rencontre avec Bernard Schol, elle signe avec Sony qui sort le titre Air Bag Generation. Vient ensuite Dance, Dance, Dance puis, avec son groupe Lolo & The Silicone Sisters, Don't Leave Me This Way reprise de Bronski Beat et Set Me Free, des titres qui ne seront jamais édités en CD et qui sont en réalité chantés en cover par des chanteuses de studio inconnues comme cela arrivait souvent dans cette période Eurodance 90's. 
Le succès n'est pour autant pas au rendez-vous ; d'autant que son époux refuse qu'elle réponde à l'invitation de la plupart des chaînes de télévision et autres plateaux.
Elle tente aussi de créer une marque de lingerie, Lolo Ferrari Underwear, mais la marque de voiture Ferrari demanda que la marque n'utilise pas le même nom, pour ne pas créer d'amalgame entre les deux enseignes.
Tournée en dérision, Lolo Ferrari devient alors, pour certains, la cible de médisances récurrentes, quand elle constitue, pour d'autres, un véritable objet de culte.

### Mort et interrogations
Le matin du 5 mars 2000, Lolo Ferrari est retrouvée inanimée à son domicile. L'autopsie révéla qu'elle avait ingéré une forte dose de médicaments, sans qu'on parvînt immédiatement à déterminer si l'ingestion était volontaire ou contrainte. Selon son mari, Lolo Ferrari avait déjà réfléchi à son départ : elle aurait rendu visite à une entreprise de pompes funèbres, peu de temps avant sa mort, pour organiser ses funérailles, et aurait souhaité une tombe de couleur blanche pour être enterrée avec son ours en peluche favori, Winnie l'ourson.
Son mari est arrêté peu après, car sa version des faits parut manquer de cohérence aux yeux des enquêteurs, qui mirent en avant le fait qu'au moment du décès de Lolo Ferrari, les médicaments n'étaient toujours pas passés dans le sang et n'avaient donc pas encore agi, ajoutant que son corps portait des traces de tentatives d'étouffement et de strangulation. 
Néanmoins, le 20 février 2007, une ordonnance de non-lieu est rendue en faveur d'Éric Vigne, qui, défendu par Me Gilles-Jean Portejoie, obtient 30 000 euros de dommages et intérêts pour les treize mois passés en détention.

### Sépulture
Elle est enterrée au cimetière des Roumiguières à Grasse dans une case anonyme,.

## Discographie
- 1996 : Air Bag Generation (CD Single - CD Maxi - Maxi 45 Tours)
- 1996 : Dance, Dance, Dance (jamais édité)
- 1996 : Déshabillez moi (version de Mylène Farmer utilisée pour les strip show en discothèque)
- 1997 : Don't Leave Me This Way pour le programme Eurotrash
- 1999 : Set Me Free (jamais édité)

## Filmographie sélective
- 1995 : Le King de ces Dames, de Gabriel Pontello
- 1995 : Ferrari Plein Pot
- 1996 : Big DD
- 1996 : Camping Cosmos, de Jan Bucquoy
- 1996 : Double Airbags
- 1996 : Planet Boobs
- 1997 : Lolo Ferrari Special - The Biggest Tits In The World
- 1998 : Mega Tits 6
- 1999 : Quasimodo d'El Paris, de Patrick Timsit : la fée
- 2005 : The Dark Side of Porn - Death of a Porn Star

## Postérité
Le compositeur belge Michel Fourgon a écrit un opéra intitulé Lolo Ferrari inspiré de la vie tumultueuse de l'actrice. L'opéra a été joué le 8 mars 2013 à l'Opéra de Rouen. Entre les grands airs classiques est intercalé un passage plus rock inspiré de la chanson Airbag Génération.
Avec son titre Ève V. (battre des records), le projet suisse Meimuna adresse un hommage à Lolo Ferrari en 2024,.

## Documentaires
- Les Dernières Heures de Lolo Ferrari, le 26 mai 2003 dans Secrets d'actualité sur M6, puis le 21 janvier 2009 dans Enquêtes criminelles : le magazine des faits divers sur W9.
- Der Generalmanager oder How To Sell A Tit Wonder, de Steffen Jürgens, 2006 (film à partir d'archives).
- Lolo Ferrari : la vérité sur sa mort, les 27 janvier, 2 février, 14 et 19 avril 2010 et le 17 février 2011 dans 90' faits divers sur TMC.